# Falkirk Wheel

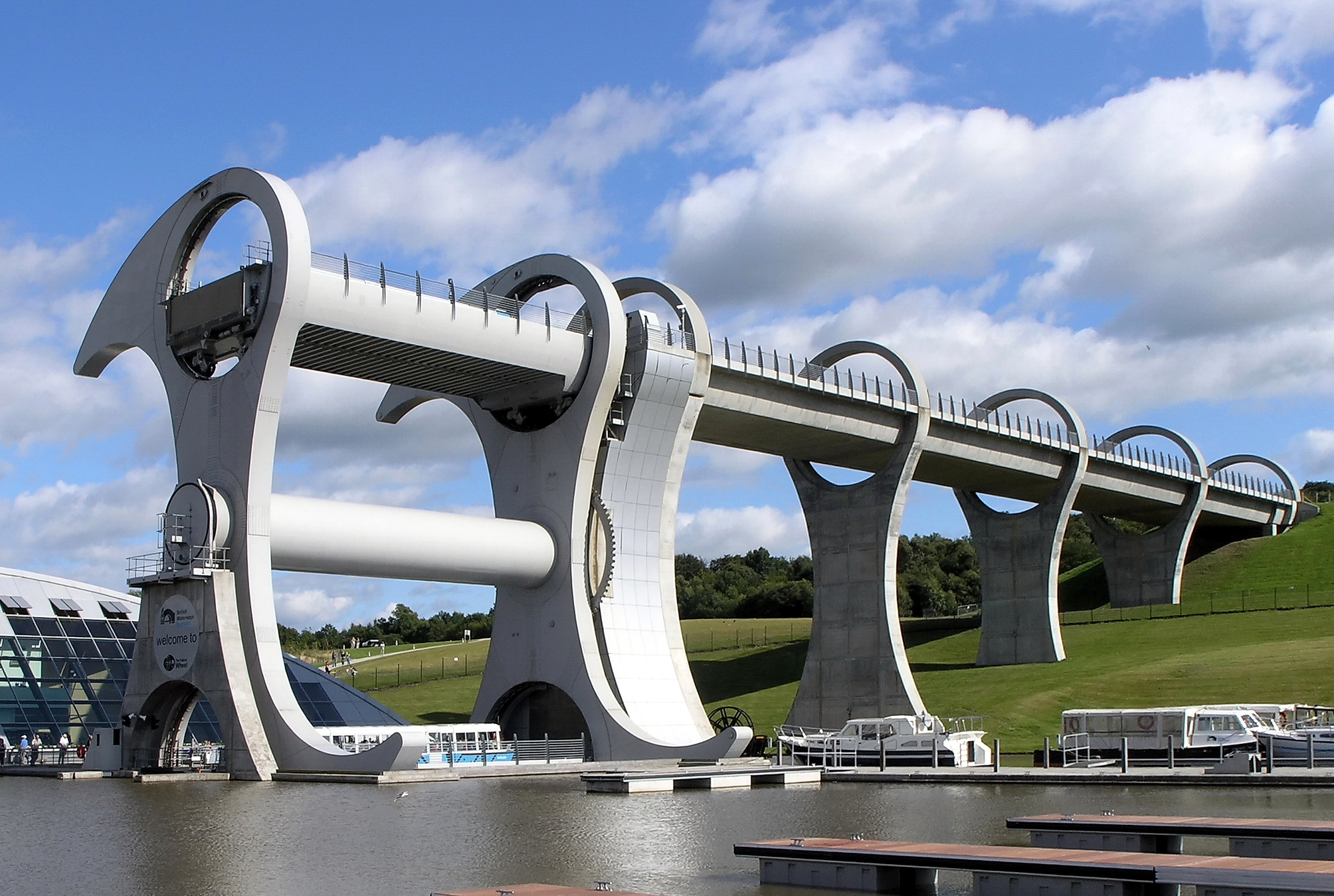
Falkirk Wheel

Das Falkirk Wheel ist ein modernes Schiffshebewerk nahe der schottischen Stadt Falkirk, das durch seine Konstruktion in der Art eines Riesenrades einmalig auf der Welt ist.

## Geschichte

### Ursprünglicher Verlauf des Kanals
Seit dem Jahre 1790 durchquert der Forth and Clyde Canal Zentral-Schottland in West-Ost-Richtung zwischen den Flüssen Clyde und Forth. Westlich von Falkirk zweigt der 1822 eröffnete Union Canal ab, ein ca. 50 km langer Stichkanal, der an seinem Ostende unmittelbar im Stadtzentrum von Edinburgh endet. Der Höhenunterschied zwischen den beiden Haltungen wurde in der Nähe des Standorts des Falkirk Wheel ursprünglich durch eine Schleusentreppe von elf Schleusen auf einer Strecke von 1,5 km mit einem Höhenunterschied von 33,50 m überwunden. Diese Schleusen verfielen jedoch mit dem Niedergang des Kanalwesens aufgrund der Konkurrenz durch die Eisenbahn und den Straßenverkehr, bis sie in den 1930er Jahren verfüllt wurden.

### Neubau

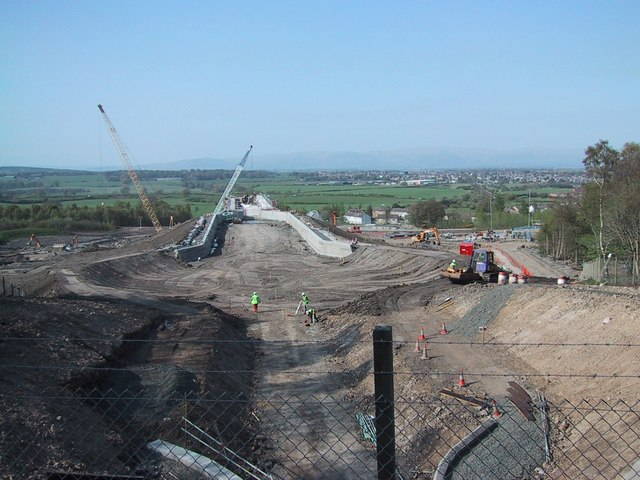
Bau des oberen Beckens und der Trogbrücke

Die alte Kanaltrasse wurde an mehreren Stellen zugeschüttet und überbaut, wodurch bei Falkirk die vorhandene Schleusentreppe verloren ging. Als Ersatz musste eine neue Trasse geschaffen werden, die den Höhenunterschied von 33,5 m überwand sowie eine Bahnstrecke und das Bodendenkmal des Antoninuswalls störungsfrei querte.
In den 1990er Jahren begann die Revitalisierung der Kanäle. Das Hebewerk, dessen Bau 1998 begonnen wurde und das die Kanäle seither wieder verbindet, ist Teil dieses Millennium Link genannten Projektes, das mehrere Maßnahmen an den beiden Kanälen umfasste. Das Falkirk Wheel wurde am 24. Mai 2002 durch Königin Elisabeth II. anlässlich ihres goldenen Thronjubiläums eröffnet. Die Kosten des neuen Projekts betrugen 17 Millionen Pfund.
Der Antoninuswall wird im Oberwasser des Wheel durch den Rough Castle Tunnel unterquert.

## Bedeutung

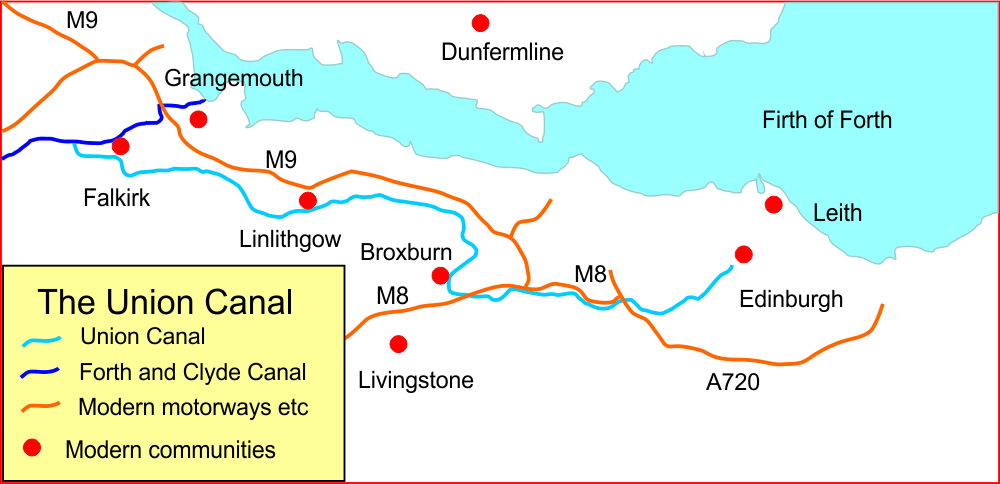
Karte des Forth and Clyde Canal und des Union Canal

Das Kanal- und Hebesystem hat überwiegend touristische und wassersportliche Bedeutung bei Fahrten mit kleineren schmalen Schiffen, den Narrowboats, zwischen Glasgow und Edinburgh. Der tieferliegende Forth and Clyde Canal führt nach Osten zum Forth und nach Westen zum Clyde. Er ist über eine Schleuse an das Vorhafenbecken angebunden, das Unterwasser des Falkirk Wheel. Der höherliegende Union Canal beginnt an der Trogbrücke des Falkirk Wheel mit dem oberen Becken, an das unmittelbar der Rough Castle Tunnel anschließt, und führt nach einer betrieblich noch zur Anlage gehörenden Doppelschleuse (Falkirk Wheel Top Locks 1 und 2) in östlicher Richtung nach Edinburgh. Der 147 m lange Kanaltunnel unterquert den Antoninuswall und die Eisenbahnstrecke Glasgow to Edinburgh via Falkirk Line, eine der vier Bahnverbindungen zwischen Edinburgh und Glasgow.

## Technik und Funktionsweise
Die gesamte Konstruktion hat einen Durchmesser von über 35 Metern und eine Masse von 1800 Tonnen. Der Höhenunterschied zwischen den Wasserwegen beträgt 24 Meter.
Zwei wassergefüllte Tröge sind an ihren Enden in je zwei gegenüberliegenden Auslegern einer Radnabe mit horizontaler Drehachse angeordnet. Die Tröge liegen parallel zur Drehachse in kreisrunden Ausschnitten der Ausleger und werden darin über eine Zahnradmechanik gedreht, damit sie während der Drehung des Rades ihre horizontale Position beibehalten.
Die zu transportierenden Narrowboats fahren mit eigener Kraft durch Klapptore in diese Tröge ein, die dann wasserdicht verschlossen werden, und schwimmen während der Berg- oder Talfahrt in der Wasserfüllung des Troges („Nassförderung“). Eine Halbdrehung des Rades zur Bewältigung des Höhenunterschiedes dauert etwa vier Minuten. Sobald das Rad eine Position erreicht, bei der die Ausleger mit den Trögen vertikal fluchten, liegen die Tröge auf dem Niveau des Ober- beziehungsweise Unterwassers, und die Klapptore werden zur Ausfahrt geöffnet. Die untere Ein- und Ausfahrt erfolgt an der Nordseite vom Vorhafenbecken aus. An das Oberwasser ist das Rad nach Süden mit einer Trogbrücke angebunden, deren weitere Brückenpfeiler die Formen des Wheel und der Lagerpylonen architektonisch aufgreifen.
Die Drehachse ist in zwei Stahlbeton-Pylonen gelagert, wobei der hangseitige auch die Antriebstechnik beherbergt und zugleich an seinem oberen Ende das Widerlager der Trogbrücke des Oberwassers bildet. Die Lagerpylonen stehen nicht unmittelbar im Wasser des unteren Vorhafenbeckens, sondern in einer „trockenen“ Betonwanne. Auch der jeweils untere Trog durchfährt diese trockene Wanne unterhalb des Wasserspiegels des Beckens und kommt, abgesehen vom offenen Klapptor zur Ein- und Ausfahrt, mit dem Wasser nicht unmittelbar in Kontakt.

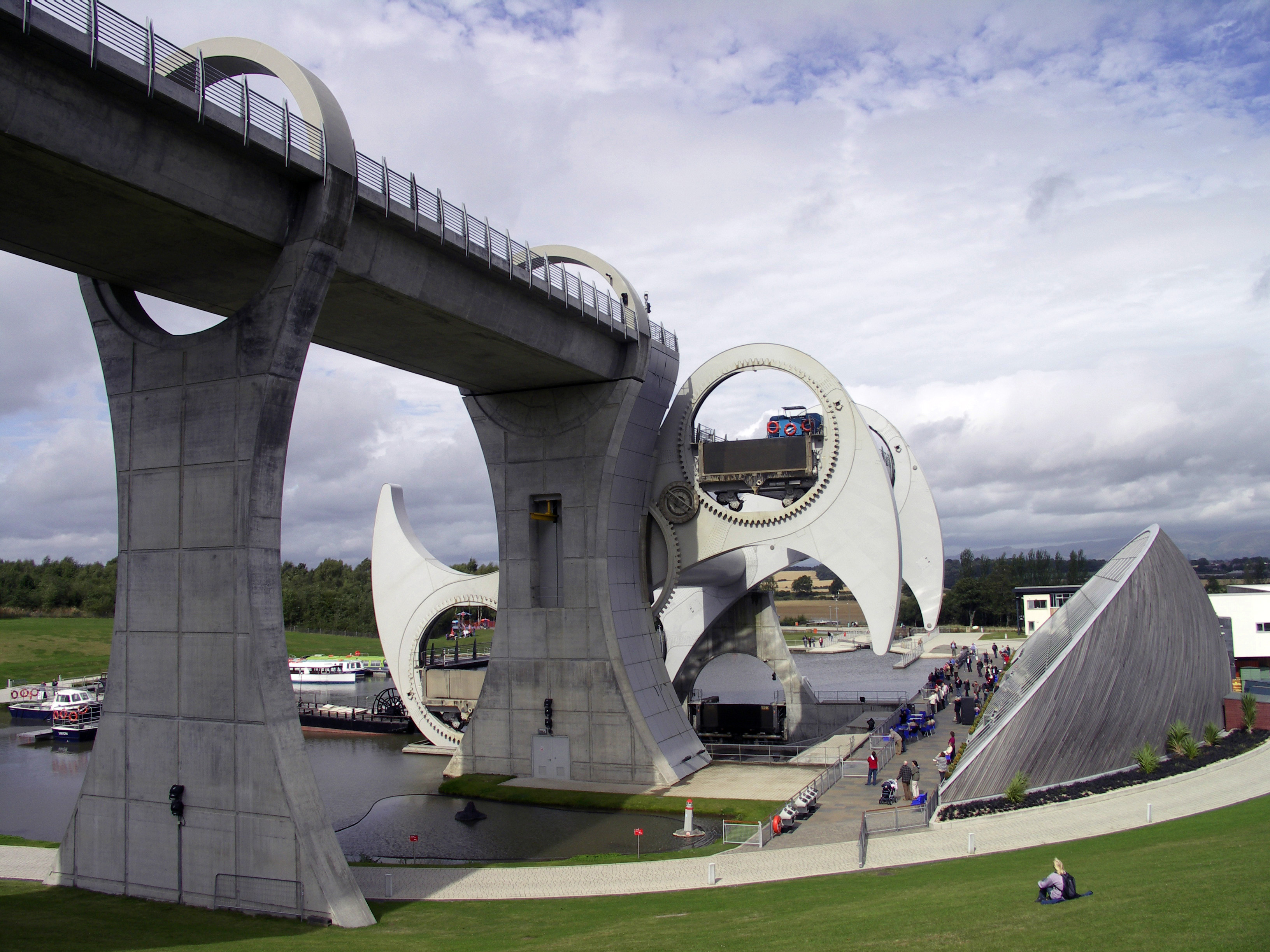
Falkirk Wheel beim gleichzeitigen Anheben und Absenken zweier Boote
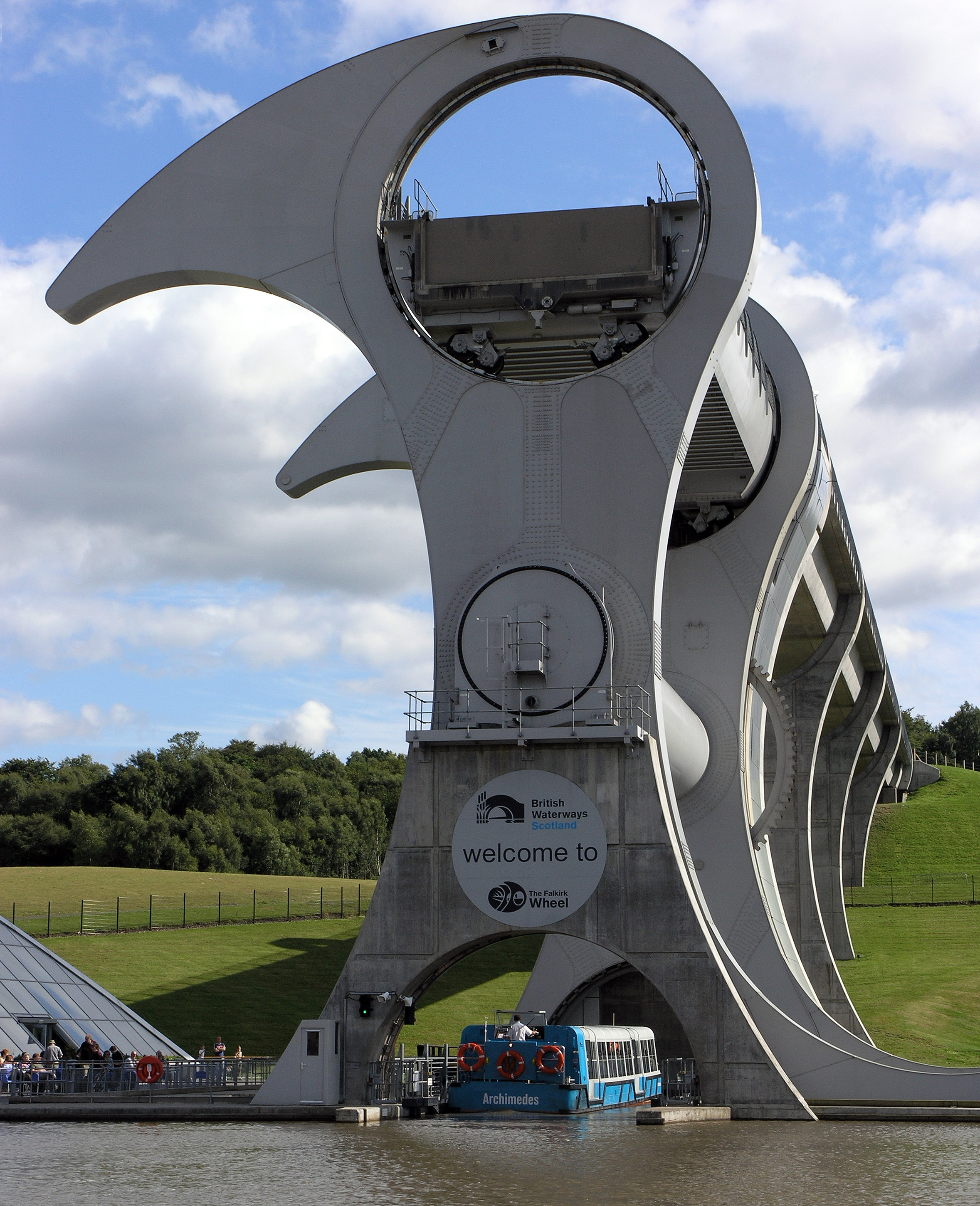
Untere Einfahrt
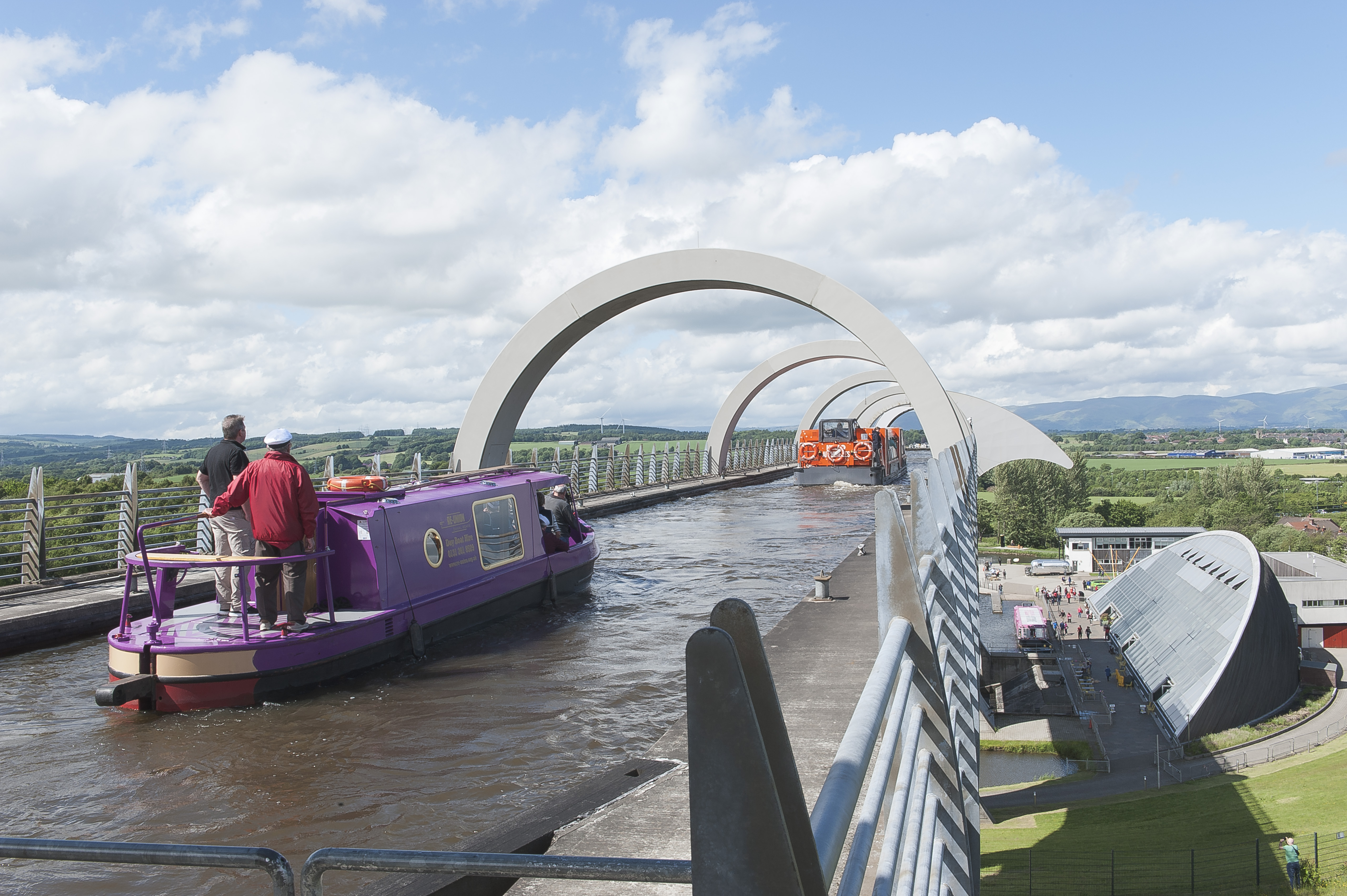
Obere Einfahrt

### Balance
Das Wheel arbeitet nach dem Prinzip, dass der Antrieb bei zwei gleich schweren Gondeln keine Hubarbeit leisten, sondern nur die Reibung überwinden muss. Die Arbeit zum Heben der aufwärts fahrenden Gondel wird von der abwärts fahrenden aufgebracht, das Rad ist stets im Gleichgewicht. Dabei hängt das Gewicht einer Gondel nicht davon ab, ob sich darin ein Boot befindet, denn aufgrund des archimedischen Prinzips verdrängt ein schwimmendes Boot die Wassermenge, die seinem Eigengewicht entspricht.
Empfindlich reagiert die Konstruktion dagegen auf Pegelunterschiede. Jede der Gondeln umfasst rund 200 m² Wasserfläche, damit entspricht ein Zentimeter Wasserhöhe einer Masse von etwa zwei Tonnen. Um innerhalb der Leistungsgrenzen des Antriebes zu bleiben, dürfen sich die Wasserstände der beiden Gondeln um maximal 1,7 cm (nach anderen Quellen: 7,5 cm) unterscheiden. Um dies sicherzustellen, wurde am oberen Schleusenpunkt Falkirk Wheel Top Locks ein Pumpensystem mit etwa der 20-fachen Leistung des Wheel-Antriebs installiert, das den Pegelstand des Oberwassers (Tunnel, oberes Vorbecken, Trogbrücke und geöffneter oberer Trog) passend zum Unterwasser regelt.
Die zu leistende oder die geleistete physikalische Arbeit besteht prinzipiell im Schöpfen von Wasser oder in (nicht nutzbarer) Gewinnung von Wasserkraft.

### Antrieb
Das Drehmoment zur Drehung des Rades wird durch einen Satz von zehn Hydraulikmotoren erzeugt, die in dem hinteren, landseitigen Pylon (Nabenträger) in zwei Fünfergruppen konzentrisch um die Drehachse angeordnet sind. Unterhalb der Lagerung des Rades sind im Pylon die Betriebsräume für die Hydraulikpumpen, die Notstromversorgung und ein Transformatorenraum untergebracht. Die Hydraulikmotoren wirken je über eine interne Untersetzung im Verhältnis von 1:100 mittels Antriebsritzel auf eine am Innenring angebrachte Verzahnung des hinteren Lagers und verbrauchen je Hubvorgang nur die verhältnismäßig geringe Menge Strom von 1,5 kWh. Die beiden dreireihigen Wälzlager mit vier Meter Durchmesser sind eine Sonderanfertigung der Firma SKF.

### Fördertröge
Die Gondeln haben je 50 Tonnen Leermasse und fassen ca. 300 Tonnen Wasser; sie haben eine für Boote nutzbare Größe von 21,33 m Länge, 6 m Breite, 1,37 m Tiefgang und 2,74 m lichter Einfahrtshöhe.

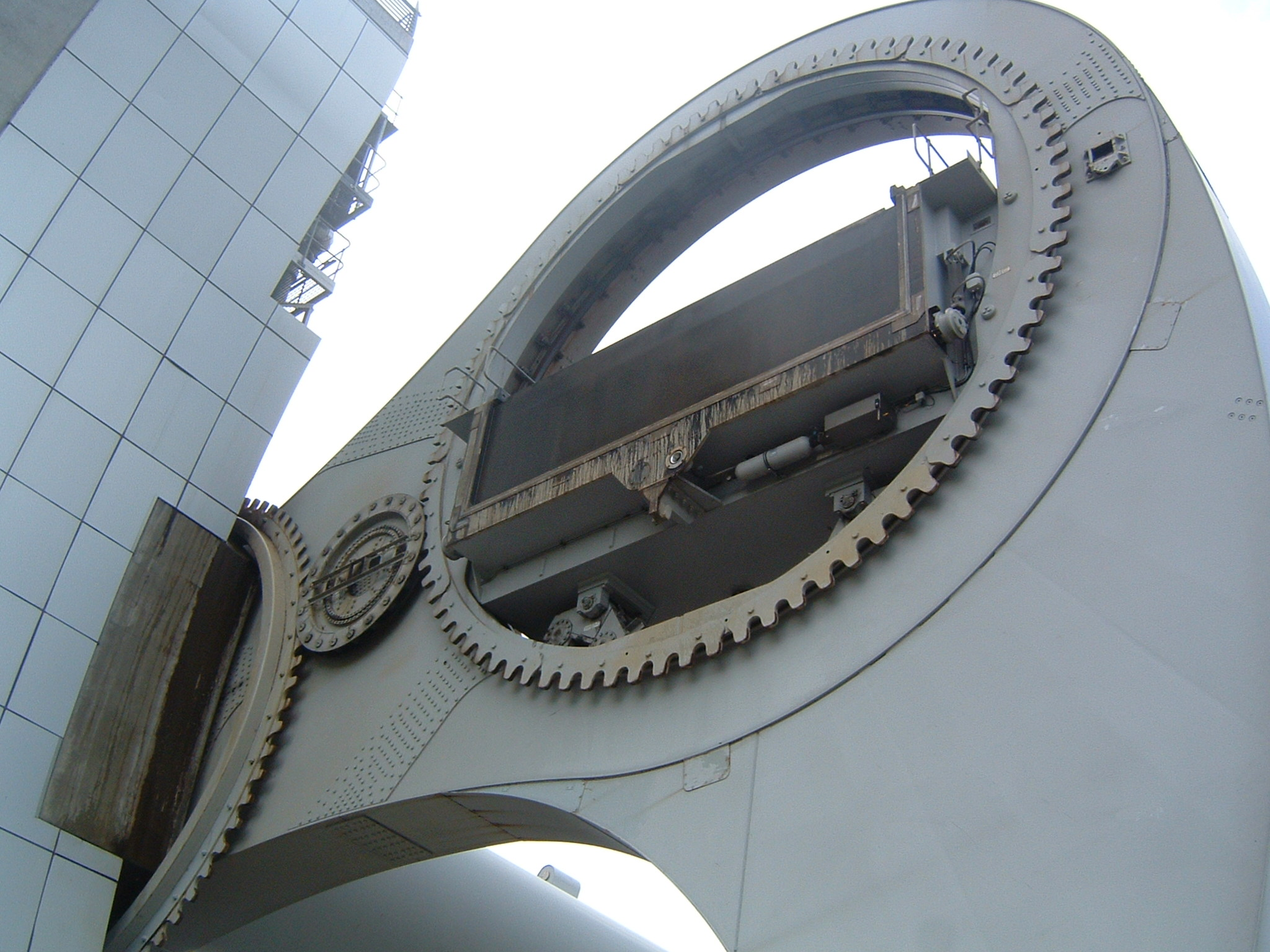
Zahnradgetriebe, das den Trog während des Transports dreht und damit waagerecht hält

Zwischen dem hinteren Pylon und der Rückseite der hangseitigen Ausleger des Wheel ist ein Zahnradsatz vorhanden, der ähnlich einem Planetengetriebe dafür sorgt, dass die Tröge zwangsweise während des Umlaufes in ihrer relativen horizontalen Lage verbleiben. Dazu rollen zwei kleinere, am rotierenden Ausleger gelagerte Zwischenräder auf einem koaxial um die Drehachse angeordneten, fest mit dem Pylonen verbundenen Innenrad ab, und übertragen die Position auf jeweils mit den Trögen verbundene Außen-Zahnkränze, die die gleiche Zähnezahl wie das Innenrad haben.

### Trogtore
Sowohl die Tröge als auch der Kanal-Aquädukt oben und die Einfahrt vom Vorbecken unten werden durch hydraulisch bewegte Klapptore verschlossen, bevor die Tröge abdocken und das Wheel in Gang gesetzt wird. Diese Tore sind am Boden angeschlagen, im geöffneten Zustand liegen sie in Aussparungen in der Gewässersohle. Beim Schließen klappen sie aufeinander zu nach oben und erscheinen über dem Wasserspiegel. Der schmale Zwischenraum zwischen trog- und landseitigem Tor wird dann über Rohrleitungen befüllt oder leergepumpt. Solange die Tröge sich in Ein- oder Ausfahrtsposition befinden, werden diese von einem hydraulischen Verriegelungshaken in Richtung des jeweiligen Tores fixiert, andererseits wird ein Dichtrahmen hydraulisch gegen den Trog gedrückt, um den Zwischenraum abzudichten. Das Wasser aus dem Zwischenraum wird in die jeweilige andere Haltung gepumpt, so entstehen keine nennenswerten Wasserverluste. Allerdings muss das Wheel als Bestandteil eines Schleusensystems (die nächste Schleuse ist etwa 500 Meter entfernt) insgesamt genau den Wasserverbrauch der anderen Schleusen aufweisen. Dazu wird die vom Wheel nicht benötigte Wassermenge daran vorbeigeleitet.

## Sonstiges

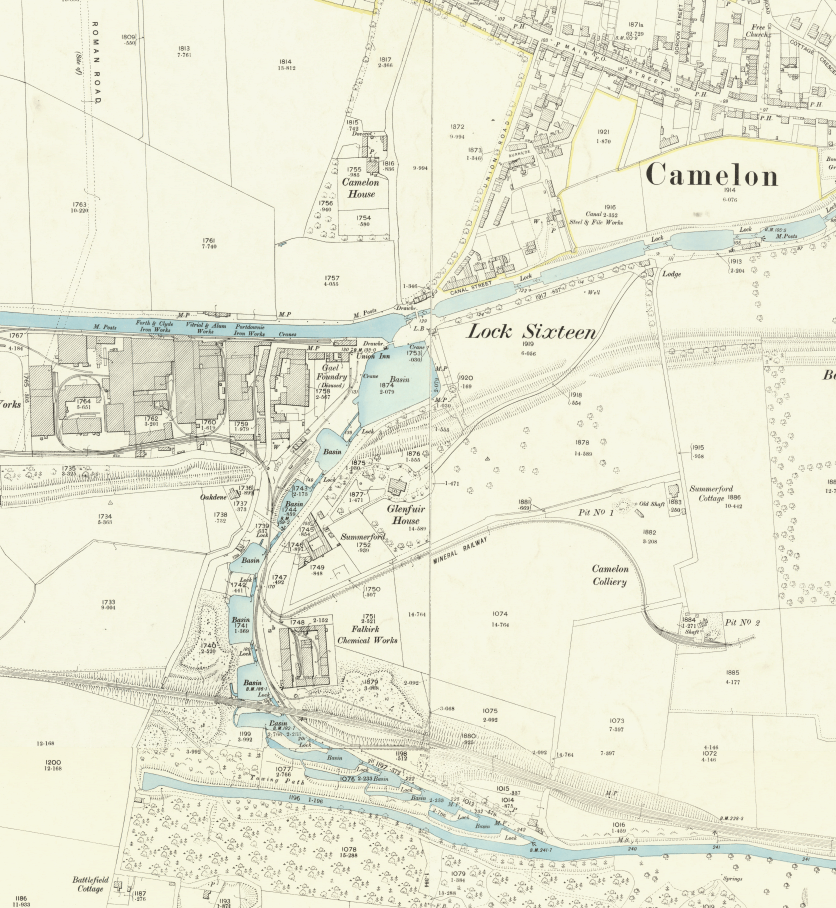
Landkarte mit dem Vorgänger des Wheels, einer 11-stufigen Schleusentreppe, mit dem nahen Antoninuswall

Das Falkirk Wheel ist auch für nicht selbst bootfahrende Touristen von nah und fern zu einem beliebten Ausflugsziel geworden. Neben einer Touristen-Info ist eine landestypische Restauration vorhanden und ein kleiner Vergnügungspark im unmittelbaren Umfeld des Vorhafenbeckens entstanden.
Nahe dem Falkirk Wheel verläuft der römische Antoninuswall, der zwar im Laufe der Zeit weitgehend abgetragen oder durch Erosion zerstört wurde, aber noch als Geländeformation sichtbar ist. Ebenso stand hier das römische Fort Rough Castle.